# Pasquale Passarelli
Pasquale Passarelli (* 14. března 1957 Gambatesa, Itálie) je bývalý německý reprezentant v zápasu, specializující se na zápas řecko-římský. V roce 1984 vybojoval zlatou olympijskou medaili v kategorii do 57 kg na hrách v Los Angeles. V roce 1981 vybojoval zlato a v roce 1978 bronz na mistrovství světa. V roce 1979 a 1984 vybojoval stříbro na mistrovství Evropy.
Zápasu se věnoval také jeho bratr Claudio.